# Константин Босяну
Константин Босяну (рум. Constantin Bozianu; 10 лютого 1815, Бухарест — 21 березня 1882, Бухарест) — румунський державний і політичний діяч, прем'єр-міністр і міністр внутрішніх справ Румунії, президент Сенату Румунії (1879), юрист, почесний член Румунської академії (1879). Перший декан юридичного факультету Бухарестського університету.

## Біографія
Навчався в престижній школі Святого Сави. Працював в органах державного управління, був керівником палати громадського контролю Департаменту фінансів. Здобувши державну стипендію, продовжив навчання в Антверпені і Парижі, де в 1844 отримав науковий ступінь в галузі літератури в Сорбонні і доктора права в 1851.
Повернувшись на батьківщину, став професором римського права школи Святого Сави, потім, професором бухгалтерського обліку в Центральному училищі сільського господарства і директором департаменту юстиції. Займався суспільно-політичною діяльністю. Як член Виборчих Зборів Валахії, 24 січня 1859 голосував за обрання Александру Йоана Кузи на трон Румунії. Пізніше був призначений суддею верховного Суду.
У 1864 став віце-президентом Державної Ради Об'єднаного князівства Валахії і Молдавії.
26 січня — 14 червня 1865 Босяну — прем'єр-міністр Об'єднаного князівства Валахії і Молдавії. Одночасно виконував обов'язки міністра внутрішніх справ, сільського господарства і громадських робіт (26 січня 1865 — 14 червня 1865).
Брав участь в організації і модернізації румунської держави, в прийнятті багатьох нових законів Румунії, в тому числі, судового права, реорганізації судової системи, реорганізації служби пенсійного забезпечення державних службовців і військових, закону про громадські роботи. Крім того, як юрист, був членом редакційної комісії з розгляду законів щодо сільського права і народній освіті.
Пізніше, в 1867 обирався парламентарієм. У 1879 був президентом Сенату Румунії.